# Vilém Dušan Lambl
Vilém Dušan Lambl (Letiny, 5 dicembre 1824 – Varsavia, 12 febbraio 1895) è stato un medico ceco.

## Biografia
Lambl ebbe un forte interesse nel campo della linguistica, in particolare sulle lingue slave. Dopo aver conseguito la laurea in Medicina presso l'Università di Praga, fece dei viaggi di studio per la Croazia, Serbia, Dalmazia e Montenegro, per approfondire di più la sua conoscenza. Dopo il suo ritorno a Praga, lavorò presso l'ospedale infantile di Josef von Löschner fino al 1860, quando accettò una posizione presso l'Università di Kharkiv.
Ricordato per la sua descrizione di un parassita protozoo gastrointestinale, inizialmente scoperto da Anton van Leeuwenhoek (1632-1723). Lambl lo chiamò Cercomonas intestinalis. Nel 1888 il nome fu cambiato in Lamblia intestinalis dallo zoologo Raphael Anatole Émile Blanchard (1819-1900). Nel 1915 la specie fu rinominata a Giardia lamblia dallo zoologo statunitense Charles Wardell Stiles (1867-1941), in onore per lo stesso Lambl e per il biologo francese Alfred Mathieu Giard (1846-1908).
Con Löschner ha pubblicato "Aus dem Franz Josef-Kinder-Spitale in Prag", prima parte: "Beobachtungen und Studien aus der Geologie der Patologischen Anatomie und Histologie" (1860). Le "escrescenze" di Lambl sono ancora oggi importanti come una caratteristica anatomica essenziale per la coagulazione fisiologica valvolare; soprattutto nella valvola aortica.